# Борини књижевни дани
Борини књижевни дани је тродневна књижевна манифестација у Србији, која се одржава сваке године у марту у Врању. Посвећена је Бори Станковићу, једном од најзначајнијих српских књижевника, који је рођен у том граду. Организатор је „Јавна библиотека Бора Станковић”, а покровитељ Град Врање. Борини књижевни дани постоје од 2018. године као пандан ”Бориној недељи”, дуговечнијој манифестацији која се сваке године одржава у Врању и Београду, у истој недељи марта.

## Стварање Бориних књижевних дана
Градско веће града Врања установило је манифестацију у марту 2018. године и формирало организациони одбор. Одлучено је да се први „Борини књижевни дан”и одрже те године од 21. до 23. марта, у исто време када и традиционална манифестација истог типа - „Борина недеља”, чији су организатори из Књижевне заједнице „Борисав Станковић” саопштили да до дуализма књижевних догађаја посвећених чувеном писцу у Врању долази због неразумевања локалне самоуправе.
Из структура Библиотеке„ Бора Станковић” и Града Врања одлучено је да новоустановљена манифестација буде тродневна. Прве године учесници су били Валентина Златановић Марковић, професорка књижевности и списатељица пореклом из Врања, писац и некадашњи министар културе у Влади Србије Предраг Марковић, док је трећи дан био посвећен промоцији стваралаштва косовског песника Благоја Савића. Организатори су на крају прве манифестације саопштили да у годинама које долазе планирају знатно богатије књижевне програме.

## О манифестацији
„Борини књижевни дани” одржавају се сваке године, почев од 2018, у част чувеног књижевника Борисава Станковића. Због пандемије вируса корона програми су изостали у 2020. и 2021. години. Манифестација има главни и пратеће програме.
На позив организатора протеклих година гостовали су писци Владимир Табашевић, Мухарем Баздуљ, Владимир Кецмановић, Дејан Стојиљковић, Владан Матијевић, Угљеша Шајтинац, Лаура Барна, Славиша Павловић, Драган Јовановић Данилов, Небојша Лапчевић, Милан Ружић... Одржане су промоције издавачких кућа Партизанска књига, Удружење књижевника Врања, а у оквиру програма „Разговор с поводом о делу Борисава Станковића” током трајања манифестације говорили су професори Љиљана Пешикан Љуштановић, Горана Раичевић, Зоран Димић. Приређен је омаж универзитетском професору Момчилу Златановићу, познатом лексикографу и етнографу из Врања.
Осим гостовања књижевника, у склопу манифестације одржаване су и радионице за ђаке. Водили су их песникиња из Скопља Елена Пренџева, песник из Врања Немања Стојковић Блеки. Традиција је да се последњег дана манифестације полаже цвеће на споменик Борисаву Станковићу у Градском парку у Врању.

## Галерија
- Први Борини књижевни дани 2018. године
- Врањска књижевна публика на отварању првих Бориних књижевних дана
- Косовски песник Благоје Савић на првим Бориним књижевним данима
- Један од првих програма новоустановљене манифестације 2018. године
- Добитник НИН-ове награде Владимир Табашевић био је гост манифестације 2019. године
- Гостовање Лауре Барне на Бориним књижевним данима 2019. године
- Традиционално полагање цвећа на споменик Бори Станковићу у градском парку у Врању
- Омаж проф. др Момчилу Златановићу 2022. године
- Један од програма Бориних књижевних дана 2022. године
- Владимир Кецмановић на Бориним књижевним данима 2023. године
- Дејан Стојиљковић на Бориним књижевним данима 2023. године
- Владан Матијевић на Бориним књижевним данима 2024. године
- Угљеша Шајтинац на Бориним књижевним данима 2024. године